# 后吕村站
后吕村站位于北京市丰台区云岗街道境内的西长铁路上，是建设中的北京地铁1号线支线与北京市郊铁路城市副中心线的换乘车站。
建设中的北京市郊铁路城市副中心线整体提升工程（北京西至良乡段）计划将本站改造为客运车站，新建2000平方米旅客站房综合楼（与信号楼、宿舍、警务区并栋）1座，新建基本站台与侧式站台与旅客地道各1座。
建设中的地铁1号线支线亦将途经本站，与市郊铁路城市副中心线换乘。1号线站体位于副中心线站体东侧，为明挖地下二层岛式车站，站台宽11米，轨面埋深15.20米，顶板覆土3.0米。车站设4个出入口，并与副中心线站房以换乘通道相连。

## 历史

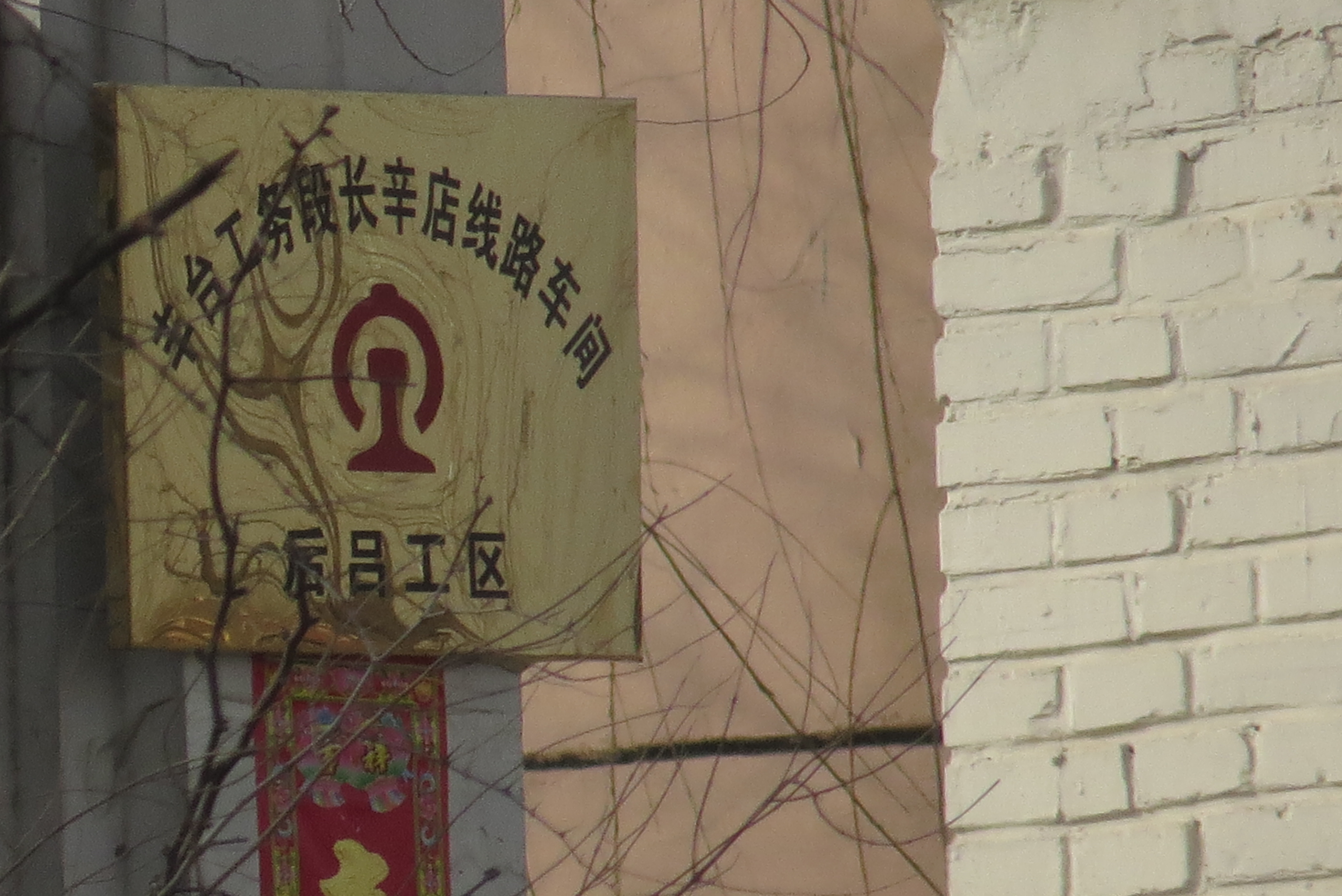
后吕村站外的标牌；该站也是丰台工务段后吕工区的所在地

本站最初为西长铁路建设中预留的两个中间站之一（另一个是衙门口站），距北京西站19公里，距良乡站12公里，距广州站2277公里，邮政编码为100072:171，1998年3月因应北京西站开行60对旅客列车的配套工程，由铁道部决定增开，同年5月开工，9月19日开通，作为越行站使用，不办理客货运业务。经由西长铁路进出北京西站的列车可能会因一些突发事件（如设备故障或2012年北京特大暴雨等极端天气）在该站滞留。